# World RX de Noruega 2019
El World RX de Noruega 2019, oficialmente Team Verksted World RX of Norway fue la quinta prueba de la Temporada 2019 del Campeonato Mundial de Rallycross. Se celebró del 15 al 16 de junio de 2019 en el Lånkebanen ubicado en la localidad de Hell, Provincia de Nord-Trøndelag, Noruega.
La prueba fue ganada por Niclas Grönholm quien consiguió la primera victoria de su carrera a bordo de su Hyundai i20. Kevin Hansen término en segundo lugar en su Peugeot 208 y Jānis Baumanis finalizó tercero con su Ford Fiesta. Originalmente el ganador de la prueba fue el sueco Anton Marklund pero este fue descalificado de todo el evento por la decisión de los comisarios quiénes encontraron una infracción técnica posterior a la carrera. Además, Kevin Hansen quién había finalizado la carrera segundo fue penalizado con 1 segundo por maniobras antideportivas. Todo esto promovió a Niclas Gronholm hasta el primer lugar y la victoria.
En el RX2 International Series, el sueco Oliver Eriksson consiguió su cuarta victoria consecutiva de la temporada, fue acompañado en el podio por el noruego Ben-Philip Gundersen y el finlandés Jesse Kallio. 

## Supercar

### Series
| Pos.            | N.º | Piloto              | Equipo                          | Auto                | Q1   | Q2   | Q3   | Q4   | Pts |
| --------------- | --- | ------------------- | ------------------------------- | ------------------- | ---- | ---- | ---- | ---- | --- |
| 1               | 68  | Niclas Grönholm     | GRX Taneco Team                 | Hyundai i20         | 1.º  | 1.º  | 5.º  | 1.º  | 16  |
| 2               | 21  | Timmy Hansen        | Team Hansen MJP                 | Peugeot 208         | 4.º  | 5.º  | 1.º  | 2.º  | 15  |
| 3               | 7   | Timur Timerzyanov   | GRX Taneco Team                 | Hyundai i20         | 3.º  | 3.º  | 3.º  | 6.º  | 14  |
| 4               | 13  | Andreas Bakkerud    | Monster Energy RX Cartel        | Audi S1             | 2.º  | 9.º  | 6.º  | 3.º  | 13  |
| 5               | 71  | Kevin Hansen        | Team Hansen MJP                 | Peugeot 208         | 9.º  | 6.º  | 2.º  | 4.º  | 12  |
| 6               | 44  | Timo Scheider       | All-Inkl.com Münnich Motorsport | SEAT Ibiza          | 6.º  | 2.º  | 8.º  | 5.º  | 11  |
| 7               | 24  | Kevin Abbring       | ES Motorsport-Labas GAS         | Škoda Fabia         | 5.º  | 15.º | 4.º  | 8.º  | 10  |
| 8               | 6   | Jānis Baumanis      | Team STARD                      | Ford Fiesta         | DNF  | 4.º  | 9.º  | 9.º  | 9   |
| 9               | 113 | Cyril Raymond       | GCK Academy                     | Renault Clio R.S.   | 10.º | 7.º  | 11.º | 12.º | 8   |
| 10              | 36  | Guerlain Chicherit  | GC Kompetition                  | Renault Mégane R.S. | 13.º | 11.º | 10.º | 7.º  | 7   |
| 11              | 33  | Lian Doran          | Monster Energy RX Cartel        | Audi S1             | 8.º  | 12.º | 7.º  | 14.º | 6   |
| 12              | 123 | Krisztián Szabó     | EKS Sport                       | Audi S1             | 12.º | 8.º  | 12.º | 13.º | 5   |
| 13              | 3   | Jani Paasonen       | Team STARD                      | Ford Fiesta         | 11.º | 13.º | 15.º | 11.º | 4   |
| 14              | 42  | Oliver Bennett      | Oliver Bennett                  | Mini Cooper         | 14.º | 14.º | 13.º | 15.º | 3   |
| 15              | 96  | Guillaume De Ridder | GCK Academy                     | Renault Clio R.S.   | DNF  | 10.º | 14.º | 16.º | 2   |
| 16              | 14  | Rokas Baciuška      | GCK Academy                     | Renault Mégane R.S. | 7.º  | DNF  | DSQ  | 10.º | 1   |
| NC              | 92  | Anton Marklund      | GC Kompetition                  | Renault Mégane R.S. | DSQ  | DSQ  | DSQ  | DSQ  |     |
| Reporte Oficial |     |                     |                                 |                     |      |      |      |      |     |

### Semifinales
Semifinal 1
| Pos.            | N.º | Piloto             | Equipo                          | Tiempo     | Pts |
| --------------- | --- | ------------------ | ------------------------------- | ---------- | --- |
| 1               | 68  | Niclas Grönholm    | GRX Taneco Team                 | 04:34.070  | 6   |
| 2               | 24  | Kevin Abbring      | ES Motorsport-Labas GAS         | +8.143     | 5   |
| 3               | 6   | Jānis Baumanis     | Team STARD                      | +9.402     | 4   |
| 4               | 7   | Timur Timerzyanov  | GRX Taneco Team                 | +10.338    | 3   |
| 5               | 36  | Guerlain Chicherit | GC Kompetition                  | +17.205    | 2   |
| 6               | 44  | Timo Scheider      | All-Inkl.com Münnich Motorsport | +6 Vueltas | 1   |
| Reporte Oficial |     |                    |                                 |            |     |

Semifinal 2
| Pos.            | N.º | Piloto           | Equipo                   | Tiempo        | Pts |
| --------------- | --- | ---------------- | ------------------------ | ------------- | --- |
| 1               | 33  | Lian Doran       | Monster Energy RX Cartel | 04:34.094     | 6   |
| 2               | 71  | Kevin Hansen     | Team Hansen MJP          | +2.051        | 5   |
| 3               | 21  | Timmy Hansen     | Team Hansen MJP          | +2.803        | 4   |
| 4               | 113 | Cyril Raymond    | GCK Academy              | +3.335        | 3   |
| 5               | 13  | Andreas Bakkerud | Monster Energy RX Cartel | +4.248        | 2   |
| DSQ             | 92  | Anton Marklund   | GC Kompetition           | Descalificado | 0   |
| Reporte Oficial |     |                  |                          |               |     |

### Final
| Pos.            | N.º | Piloto          | Equipo                   | Tiempo        | Pts |
| --------------- | --- | --------------- | ------------------------ | ------------- | --- |
| 1               | 68  | Niclas Grönholm | GRX Taneco Team          | 04:35.753     | 8   |
| 2               | 71  | Kevin Hansen    | Team Hansen MJP          | +0.344        | 5   |
| 3               | 6   | Jānis Baumanis  | Team STARD               | +0.817        | 4   |
| 4               | 24  | Kevin Abbring   | ES Motorsport-Labas GAS  | +2.412        | 3   |
| 5               | 33  | Lian Doran      | Monster Energy RX Cartel | +20.763       | 2   |
| DSQ             | 92  | Anton Marklund  | GC Kompetition           | Descalificado | 0   |
| Reporte Oficial |     |                 |                          |               |     |

## RX2 International Series

### Series
| Pos.            | N.º | Piloto               | Equipo                     | Q1   | Q2   | Q3   | Q4   | Pts |
| --------------- | --- | -------------------- | -------------------------- | ---- | ---- | ---- | ---- | --- |
| 1               | 16  | Oliver Eriksson      | Olsbergs MSE               | 2.º  | 1.º  | 1.º  | 1.º  | 16  |
| 2               | 2   | Ben-Philip Gundersen | JC Raceteknik              | 1.º  | 2.º  | 2.º  | 4.º  | 15  |
| 3               | 35  | Fraser McConnell     | Olsbergs MSE               | 4.º  | 3.º  | 3.º  | 2.º  | 14  |
| 4               | 47  | Jesse Kallio         | Olsbergs MSE               | 3.º  | 4.º  | 6.º  | 5.º  | 13  |
| 5               | 99  | Marcus Hoglund       | Marcus Hoglund             | 9.º  | 5.º  | 4.º  | 6.º  | 12  |
| 6               | 90  | Jimmie Walfridson    | JC Raceteknik              | 6.º  | 6.º  | 5.ª  | 8.º  | 11  |
| 7               | 22  | Sami-Matti Trogen    | Set Promotion              | 8.º  | 8.º  | 10.º | 3.º  | 10  |
| 8               | 77  | Steven Volders       | National Renstal Trommelke | 13.º | 9.º  | 9.º  | 7.º  | 9   |
| 9               | 52  | Simon Olofsson       | Simon Olofsson             | 5.º  | 12.º | 11.º | 11.º | 8   |
| 10              | 27  | Petter Leirhol       | Petter Leirhol             | 7.º  | 11.º | 8.º  | 13.º | 7   |
| 11              | 11  | Morten Asklund       | Morten Asklund             | 11.º | 7.º  | 13.º | 10.º | 6   |
| 12              | 12  | Anders Michalak      | Anders Michalak            | 10.º | 13.º | 7.º  | DNF  | 5   |
| 13              | 55  | Vasiliy Gryazin      | Sport Racing Technologies  | 14.º | 10.º | DNF  | 9.º  | 4   |
| 14              | 66  | Albert Llovera       | Albert Llovera             | 12.º | 14.º | 12.º | 12.º | 3   |
| Reporte Oficial |     |                      |                            |      |      |      |      |     |

### Semifinales
Semifinal 1
| Pos.            | N.º | Piloto            | Equipo         | Tiempo        | Pts |
| --------------- | --- | ----------------- | -------------- | ------------- | --- |
| 1               | 16  | Oliver Eriksson   | Olsbergs MSE   | 4:17.412      | 6   |
| 2               | 35  | Fraser McConnel   | Olsbergs MSE   | +1.015        | 5   |
| 3               | 99  | Marcus Hoglund    | Marcus Hoglund | +4.836        | 4   |
| 4               | 52  | Simon Olofsson    | Simon Olofsson | +6.722        | 3   |
| 5               | 11  | Morten Asklund    | Morten Asklund | +8.652        | 2   |
| DSQ             | 22  | Sami-Matti Trogen | Set Promotion  | Descalificado | 0   |
| Reporte Oficial |     |                   |                |               |     |

Semifinal 2
| Pos.            | N.º | Piloto               | Equipo                     | Tiempo    | Pts |
| --------------- | --- | -------------------- | -------------------------- | --------- | --- |
| 1               | 2   | Ben-Philip Gundersen | JC Raceteknik              | 04:18.115 | 6   |
| 2               | 47  | Jesse Kallio         | Olsbergs MSE               | +0.947    | 5   |
| 3               | 77  | Steven Volders       | National Renstal Trommelke | +2.396    | 4   |
| 4               | 90  | Jimmie Walfridson    | JC Raceteknik              | +4.180    | 3   |
| 5               | 12  | Anders Michalak      | Anders Michalak            | +4.742    | 2   |
| 6               | 27  | Petter Leirhol       | Petter Leirhol             | +6.903    | 1   |
| Reporte Oficial |     |                      |                            |           |     |

### Final
| Pos.            | N.º | Piloto               | Equipo                     | Tiempo    | Pts |
| --------------- | --- | -------------------- | -------------------------- | --------- | --- |
| 1               | 16  | Oliver Eriksson      | Olsbergs MSE               | 04:14.437 | 8   |
| 2               | 2   | Ben-Philip Gundersen | JC Raceteknik              | +2.168    | 5   |
| 3               | 47  | Jesse Kallio         | Olsbergs MSE               | +2.870    | 4   |
| 4               | 99  | Marcus Hoglund       | Marcus Hoglund             | +4.326    | 3   |
| 5               | 77  | Steven Volders       | National Renstal Trommelke | +5.824    | 2   |
| 6               | 35  | Fraser McConnel      | Olsbergs MSE               | +6.113    | 1   |
| Reporte Oficial |     |                      |                            |           |     |

## Campeonatos tras la prueba
| Pos | Piloto           | Pts | Dif |
| --- | ---------------- | --- | --- |
| 1   | Timmy Hansen     | 107 |     |
| 2   | Kevin Hansen     | 106 | +1  |
| 3   | Andreas Bakkerud | 92  | +15 |
| 4   | Jānis Baumanis   | 79  | +28 |
| 5   | Niclas Grönholm  | 78  | +29 |

| Pos | Piloto               | Pts | Dif |
| --- | -------------------- | --- | --- |
| 1   | Oliver Eriksson      | 119 |     |
| 2   | Jesse Kallio         | 98  | +21 |
| 3   | Fraser McConnel      | 81  | +38 |
| 4   | Ben-Philip Gundersen | 74  | +45 |
| 5   | Sami-Matti Trogen    | 67  | +52 |

- Nota: Solamente se incluyen las cinco posiciones principales.